# Distretto di Khon Buri
Il distretto di Khon Buri (in thailandese: ครบุรี) è un distretto (amphoe) della Thailandia, situato nella provincia di Nakhon Ratchasima.